# Dworzec (gmina)
Dworzec – dawna gmina wiejska istniejąca do 1939 roku w woj. nowogródzkim (obecnie na Białorusi). Siedzibą gminy było miasteczko Dworzec (944 mieszk. w 1921 roku).
Na początku okresu międzywojennego gmina Dworzec należała do powiatu słonimskiego w woj. nowogródzkim. 22 stycznia 1926 roku  gmina została przyłączona do powiatu nowogródzkiego w tymże województwie. Po wojnie obszar gminy Dworzec wszedł w struktury administracyjne Związku Radzieckiego.
Zobacz też: gmina Dworce